# Муслук чесма у Фочи
Муслук чесма у Фочи један је од историјских локалитета у једном од фочанских насеља које се некада звало и Муслук у коме је  постојала и истоимена џамија, која је по чесми (муслук) која се налазила у њеној непосредној близини.  Чесма је постављена у време градње џамије, а коришћена је за потребе џамије и за узимња абдеста, као и за свакодневне потребе у води локалног становништва Муслук махале.

## Значење
Муслук, заправо, значи јавна чесма или покрај чесме, а у слободном реводу неки муслук преводе и као: Џамија код чесме. По овом називу за чесму названа је читава махала Муслук махалом, а џамија Муслук џамија.

## Положај
Муслук чесма са налази у северном делу Фоче у насељу званом Доње поље испод ушћа реке Ћехотине. Некада се ово насеље звало Муслук махалa.
Сам објекат се налази између две улице. Улице 8. марта (на источној) и Улице Касима Ћосића (на северној страни), на к.ч. број 762, поседовни лист број 1426, к. о. Фоча, општина Фоча Република Српска, Босна и Херцеговина.
Прилаз Муслук џамији и чесми је из Улице Касима Ћосића, a Муслук чесма се налази на североисточној страни напред наведене парцеле.

## Историја
На месту данашње Фоче некада је било српско село Радовина. У средњем веку Фоча се звала Хоча или Хотча. По одлуци Народне скупштине Републике Српске на седници од 30. децембра 1993. године (Сл. гласник РС 25/93) назив је промиењен у Србиње. Оба имена су словенског порекла, а 2004. године град је поново назван Фоча.
Свој развој као оријенталне вароши Фоча почиње од османског освајања 1465. године. Тај део босанске територије отет од Херцег Шћепана, Османлије су звали "Босанско Крајиште", чији је главни град био Фоча. У 15. веку место се звало "Хоча", па се јавља презиме "Хочанин". Погодност је била у томе што је ту било седиште Херцеговачког санџака, између 1470-1572. године. Пописано је под Турцима 1477. године у Фочи: 277 породица, 33 самца и пет удовица. Само су три муслимана, од који две занатлије насељеници.
У средњем веку зна се да су у Фочи постојале две цркве. Једна на месту потоње Цареве џамије, а друга на десној обали Ћеотине, у Каурском пољу. У Фочи је 1501. године изграђена Царева џамија и  на темељима старе цркве из 13. века.
Чесму (Муслук), заједно са џамијом саградио је Атик Алипаша војсковођа који се родио и живео у Цариграду, некада најбогатију џамију у овом крају, познату под називом Муслук џамија.
Џамија потпада под вредне сакралне споменике БиХ из османског периода. Џамија је изграђена 1564. године. Изнад улаза се налази плоча на којој су исписани цитати из Курана и исламске традиције:
„Ову џамију подиже за оне који сеџду чине (ничице падају)
А у име Аллаха, створитеља свјетова,
Атик Али-паша, који воли ашике,
И који жели добро чинити вјерницима,
Он помаже вјеру и сакупља добре и побожне,
Па ви богобојазни униђите у џамију сигурни и спасени.
Боже, спаси градитеља.
Кронограм џамије: „Аллах је љепота и творац Арша.
Године 952.“ (1546)
Чесма и џамију саграђена је на земљи која је првобитно припадала цркви, па је Атик Алипаша у Цариграду, са православним Владиком, замениоземљу из села Владикови (низводно Дрином око 5 км) за земљу на којој ће подићи џамију која ће понети његово име  Атик Али-пашина џамија.

## Санациони радови
Санациони радови на Муслук чесми и џамији вршени су први пут 1973. године.
Након што су у ратних дејстава у Босни и Херцеговини у периоду 1992-1995. године објекат Атик Али-пашине џамије и муслук чесма у Фочи у потпуности уништени. У новембру 2003. године, започела је обнова објекта, која је завршена у јулу 2007. године.